# San Rafael (Veracruz)
San Rafael è una municipalità dello stato di Veracruz, nel Messico centrale, il cui capoluogo è la località omonima.
Conta abitanti 29.631 (2015) e ha una estensione di 106,11 km². 	 		
Il nome della località ricorda Rafael Martínez de la Torre, uomo politico messicano.